# Trappistinnenkloster Arévalo
Das Trappistinnenkloster Arévalo ist seit 1200 ein Kloster zuerst der Zisterzienserinnen, ab 1954 der Trappistinnen, in Arévalo, Provinz Ávila, in Spanien.

## Geschichte
Das Kloster Santa María la Real (zeitweise auch: Convento de El Real) wurde 1200 (laut Peugniez: 1178) von Abt Gómez Román und seinem Bruder Naron südlich Arévalo am Ort Lugarejo gestiftet (weshalb es als „Monasterio Gómez“ bekannt war) und 1524 in die Stadt verlegt, wo Kaiser Karl V. ein Gebäude gestiftet hatte. 1951 erreichte der Konvent die Inkorporation in den Trappistenorden (O.C.S.O.). 1973 wechselte er in einen Klosterneubau im Norden von Arévalo, jenseits der Autovía A-6. Vom ersten Kloster ist südwestlich Arévalo, unweit der Straße AV-P-116, die Ermita de la Lugareja übrig. Das zweite Kloster wurde abgerissen und durch Wohngebäude ersetzt.